# Prix Sang d'encre
 (octobre 2022).
Le prix Sang d'Encre est un prix littéraire récompensant des romans policiers, décerné chaque année depuis 1995 lors du festival Sang d'Encre de Vienne en Isère (France). D'autres prix découlent de ce prix initial.

## Catégories
- Prix Sang d'Encre (depuis 1995).
- Prix Sang d'Encre des lycéens (depuis 1999).
- Prix des lecteurs (« Gouttes de Sang d'Encre »).
- Prix BD noire « Bulles d'Encre », en partenariat avec le festival de la Bulle d'Or de Brignais (depuis 2007).
- Concours de la nouvelle « Sang d'Encre » des lycéens (depuis 2001).

## Modalités

### Prix Sang d'Encre
Le prix Sang d'Encre est attribué à un roman policier francophone par un jury de dix membres désignés. La sélection est effectuée pour la période de douze mois courant du mois de juillet au mois de juin (précédant le festival). En cas d’égalité de vote, le président du jury, lauréat de l’année précédente, dispose d’une voix supplémentaire. Le prix consiste en un week-end dans le quartier chaud d’une capitale étrangère, avec son ou sa camarade de jeux préféré(e).

### Prix Sang d'Encre des lycéens
En 1999, le lycée de Vienne-Saint-Romain-en-Gal (aujourd'hui Lycée Ella Fitzgerald) crée le premier prix Sang d'Encre des lycéens. Seul ce lycée participait au prix. Le jury, placé sous la présidence d'honneur de François Joly, était composé de neuf élèves.
En 2000, le jury du prix Sang d'Encre des lycéens s'est agrandi à cinq établissements de la ville de Vienne : le lycée de Saint-Romain-en-Gal, le lycée technique Galilée, le lycée agricole Agrotec, le lycée hôtelier Saint-Vincent-de-Paul et l'Institution Robin. Quatre élèves de chaque établissement, soit vingt élèves en tout, étaient membres du jury.
En 2001, le prix Sang d'Encre des lycéens s'est étendu au département de l'Isère.

## Liste des romans primés

### Prix Sang d'Encre
| Année | Titre du roman                             |  | Auteur                | Éditeur |
| ----- | ------------------------------------------ |  | --------------------- | --- |
| 1995  | Sombre sentier                             |  | Dominique Manotti     | 1. Paris : Éd. du Seuil, 1995, 314 p. (Seuil policiers). (ISBN 2-02-025383-6) 2. Paris : Éd. du Seuil, 1996, 313 p. (Points ; 266). (ISBN 2-02-029675-6) |
| 1996  | Chourmo                                    |  | Jean-Claude Izzo      | 1. Paris : Gallimard, 1996, 317 p. (Série noire ; 2422). (ISBN 2-07-049608-2) 2. Paris : Gallimard, 2001, 365 p. (Folio policier ; 195). (ISBN 2-07-041719-0) 3. Total Khéops ; Chourmo ; Solea. Paris : Éd. France loisirs, 2001, 676 p. (ISBN 2-7441-5107-6) 4. La Trilogie Fabio Montale. Paris : Gallimard, 2006, 806 p. (Folio policier ; 420). (ISBN 2-07-033750-2) |
| 1997  | Le Caveau                                  |  | Claude Amoz           | 1. Paris : Éd. Hors commerce, 1999, 214 p. (Hors noir ; 6). (ISBN 2-910599-19-1) 2. Paris : le Grand livre du mois, 1999, 214 p. (ISBN 2-7028-3868-5) 3. Paris : France loisirs, 1999, 248 p. (Évasion). (ISBN 2-7441-2846-5) 4. Paris : Éd. J'ai lu, 2000, 222 p. (J'ai lu : policier ; 5741). (ISBN 2-290-30767-X)                                                      |
| 1998  | Ténèbre                                    |  | Jean-Hugues Oppel     | 1. Paris : Éd. Payot et Rivages, 1997, 329 p. (Rivages noir ; 285). (ISBN 2-7436-0288-0) |
| 1999  | Nécroprocesseurs                           |  | Jacques Vettier       | 1. Paris : Métailié, 1999, 365 p. (Noir ; 11). (ISBN 2-86424-309-1) 2. Paris : France loisirs, 2000, 365 p. (Piment). (ISBN 2-7441-3619-0) |
| 2000  | Vox                                        |  | Dominique Sylvain     | 1. Paris : V. Hamy, 2000, 253 p. (Chemins nocturnes : policier). (ISBN 2-87858-123-7) 2. Paris : J'ai lu, 2003, 281 p. (J'ai lu. Thriller ; 6755). (ISBN 2-290-32470-1 et 2-290-34934-8) (réimpr. 2005) |
| 2001  | N'oublie pas d'avoir peur                  |  | Marc-Alfred Pellerin  | 1. Paris : Gallimard, 2000, 314 p. (Série noire ; 2586). (ISBN 2-07-049963-4) |
| 2002  | L'Âme du mal                               |  | Maxime Chattam        | 1. Neuilly-sur-Seine : M. Lafon, 2002, 514 p. (Thriller). (ISBN 2-84098-786-4) 2. Paris : Pocket, 2003, 514 p. (Pocket ; 11757). (ISBN 2-266-12703-9) |
| 2003  | Nébuleuse.org                              |  | Colin Thibert         | 1. Paris : Gallimard, 2002, 263 p. (Série noire ; 2656). (ISBN 2-07-042461-8) |
| 2004  | Averse d'automne                           |  | Romain Slocombe       | 1. Gallimard, 2003, 507 p. (La crucifixion en jaune ; 3) (Série noire ; 2691). (ISBN 2-07-042936-9) |
| 2005  | Utu                                        |  | Caryl Ferey           | 1. Paris : Gallimard, 2004, 399 p. (Série noire ; 2715). (ISBN 2-07-031410-3) |
| 2006  | La Colère des enfants déchus               |  | Catherine Fradier     | 1. Paris : Éd. Après la lune, 2006, 315 p. (Lunes blafardes ; 4). (ISBN 2-35227-007-3) |
| 2007  | Omaha crimes : le thriller du Débarquement |  | Michel Bussi          | 1. Rouen : Éd. PTC, 2007, 317 p. (ISBN 978-2-35038-033-9) |
| 2008  | Jusqu’à ce que mort s’ensuive              |  | Roger Martin          | 1. Paris : Éd. le cherche midi |
| 2009  | Fakirs                                     |  | Antonin Varenne       | 1. Paris : Viviane Hamy, chemins nocturnes |
| 2010  | Le Quartier de la fabrique                 |  | Gianni Pirozzi        | 1. Paris : Éd. Rivages Noirs |
| 2011  | La Rigole du diable                        |  | Sylvie Granotier      | 1. Paris : Éd. Albin Michel |
| 2012  | Casanova et la femme sans visage           |  | Olivier Barde-Cabuçon | 1. Paris : Éd. Actes Sud |
| 2013  | Le Dernier Lapon                           |  | Olivier Truc          | 1. Ed. Métailié |
| 2014  | Ressacs                                    |  | David-James Kennedy   | 1. Ed. Fleuve Noir |
| 2015  | Le chemin s'arrêtera là                    |  | Pascal Dessaint       | 1. Rivages/Thriller |
| 2016  | La Trilogie des ténèbres                   |  | Jean-Luc Bizien       | 1. Ed. du Toucan, 2010, 556 p. (T1 L'Évangile des ténèbres - Fictions) Poche (ISBN 978-2-81000-459-1) 2. Ed. du Toucan , 2011, 440 p. (T2 La Frontière des ténèbres - Fictions) Poche (ISBN 978-2-81000-733-2) 3. Ed. du Toucan , 2015, 490 p. (T3 Le Berceau des ténèbres - Fictions) Prix sang d'Encre 2016 - Poche (ISBN 978-2-81000-734-9)                            |
| 2017  | Femme sur écoute                           |  | Hervé Jourdain        | 1. Fleuve noir 2. Pocket |
| 2018  | Peine Capitale                             |  | Nicole Gonthier       | 1. Les Passionnés de bouquins |
| 2019  | Requiem pour une République                |  | Thomas Cantaloube     | 1. Gallimard |
| 2020  | annulé                                     |  |                       | |
| 2021  | La République des Faibles                  |  | Gwenaël Bulteau       | 1. La manufacture de livres |
| 2022  | L'Armée d'Edward                           |  | Christophe Agnus      | 1. Robert Laffont |
| 2023  | La porte du vent                           |  | Jean-Marc Souvira     | 1. Fleuve noir |
| 2024  | Les Dames de guerre : Saïgon               |  | Laurent Guillaume     | 1. Robert Laffont |

En 2001, le jury a en outre décerné une mention spéciale à Georges-J. Arnaud pour l'ensemble de son œuvre.

### Prix Sang d'Encre des Lycéens
| Année | Titre du roman                 |  | Auteur             | Éditeur |
| ----- | ------------------------------ |  | ------------------ | --- |
| 1999  | L'Homme à l'envers             |  | Fred Vargas        | 1. Viviane Hamy |
| 2000  | Gangsta Rap                    |  | Marc Villard       | 1. Paris : Gallimard, 2000, 315 p. (Série noire ; 2580). (ISBN 2-07-049953-7)                                                                                 |
| 2001  | Paris parias                   |  | Thierry Crifo      | 1. Paris : Gallimard, 2001, 308 p. (Série noire ; 2609). (ISBN 2-07-049959-6) 2. Paris : Éd. du Masque, 2005, 310 p. (Le Masque ; 2497). (ISBN 2-7024-3168-2) |
| 2002  | Chaton : trilogie              |  | Jean-Hugues Oppel  | 1. Paris : Payot et Rivages, 2001, 345 p. (Rivages noir ; 418). (ISBN 2-7436-0881-1)                                                                          |
| 2003  | La Nuit des bras cassés        |  | Maurice Gouiran    | 1. Paris : Éditions Jigal, 2000, 239 p. (Polar). (ISBN 2-9515228-3-5) 2. Paris : Éd. Jigal, 2003, 267 p. (Jigal poche. Polar). (ISBN 2-914704-08-9)           |
| 2004  | Sous les vents de Neptune      |  | Fred Vargas        | 1. Viviane Hamy |
| 2005  | Le Baiser de Jason             |  | Laurent Scalese    | 1. Paris : Belfond, 2005, 342 p. (ISBN 2-7144-4090-8) 2. Paris : Pocket, 2006, 391 p. (Pocket Thriller ; 12838). (ISBN 2-266-15762-0)                         |
| 2006  | Deuils de miel                 |  | Franck Thilliez    | 1. Paris : "La Vie du rail", 2006, 330 p. (Rail noir ; 13). (ISBN 2-915034-42-7)                                                                              |
| 2007  | Garden of love                 |  | Marcus Malte       | 1. Paris : Zulma, 2006, 317 p. (ISBN 978-2-84304-389-5) |
| 2008  | La Mémoire fantôme             |  | Franck Thilliez    | 1. Ed. Le Passage |
| 2009  | Robe de marié                  |  | Pierre Lemaître    | 1. Ed. Calmann-Lévy |
| 2010  | Orphelins de sang              |  | Patrick Bard       | 1. Ed. Seuil |
| 2011  | Les Yeux des morts             |  | Elsa Marpeau       | 1. Ed. Série Noire |
| 2012  | Balancé dans les cordes        |  | Jérémie Guez       | 1. Ed. La Tengo |
| 2013  | Le Murmure de l'ogre           |  | Valentin Musso     | 1. Ed. Seuil |
| 2014  | Aux animaux la guerre          |  | Nicolas Mathieu    | 1. Ed. Actes Sud |
| 2015  | Maman a tort                   |  | Michel Bussi       | 1. Presse de la Cité |
| 2016  | Les petites filles             |  | Julie Ewa          | 1. Albin Michel |
| 2017  | Les larmes noires sur la terre |  | Sandrine Collette  | 1. Ed. de l'Épée |
| 2018  | Entre deux mondes              |  | Olivier Norek      | 1. Michel Lafon |
| 2019  | Surface                        |  | Olivier Norek      | 1. Michel Lafon |
| 2020  | annulé                         |  |                    | |
| 2021  | Traverser la nuit              |  | Hervé Le Corre     | 1. Éditions Rivages |
| 2022  | Petiote                        |  | Benoît Philippon   | 1. Éd. Les Arènes |
| 2023  | Shit !                         |  | Jacky Schwartzmann | 1. Éd. du Seuil |
| 2024  | Devant Dieu et les hommes      |  | Paul Colize        | 1. Gallimard |

### Prix des lecteurs
| Année | Titre du roman             |  | Auteur            | Éditeur |
| ----- | -------------------------- |  | ----------------- | --- |
| 2007  | Garden of love             |  | Marcus Malte      | 1. Zulma |
| 2016  | Concerto pour quatre mains |  | Paul Colize       | 1. Fleuve noir |
| 2017  | Seules les bêtes           |  | Colin Niel        | 1. Ed. Le Rouergue |
| 2018  | Entre deux mondes          |  | Olivier Norek     | 1. Michel Lafon |
| 2019  | L’Empathie                 |  | Antoine Renand    | 1. Robert Laffont |
| 2020  | annulé                     |  |                   | |
| 2021  | Alabama 1963               |  | Manchette-Niemiec | 1. Paris : Le Cherche Midi, 08/2020, 377 p. (ISBN 978-2-7491-6591-2) 2. Paris : Pocket n° 18266, 10/2021, 348 p. (ISBN 978-2-266-31474-9) |
| 2022  | La Forêt des disparus      |  | Olivier Bal       | 1. Xo Éditions |
| 2023  | Sur un arbre perché        |  | Gérard Saryan     | 1. Éditions Taurnada |
| 2024  | La Petite Rouge            |  | Benjamin Pascal   | 1. Les nouveaux auteurs |